# Restart
Restart er debutalbummet fra den danske popsangerinde Saseline. Albummet blev blev udgivet den 25. januar 2010. Den første single fra albummet, "Best Friend" udkom den 5. oktober 2009. Det er hovedsagligt skrevet af Saseline i samarbejde med den tidligere Juice-sangerinde Maria Hamer-Jensen og skuespiller og musiker Jonas Gülstorff. Albummet solgte mindre end 100 eksemplarer i den første uge, og opnåede dermed ikke en placering i top 100 på album-hitlisten.

## Trackliste
| #   | Titel                | Sangskriver(e)                                                                         | Producer(e)                        | Længde |
| --- | -------------------- | -------------------------------------------------------------------------------------- | ---------------------------------- | ------ |
| 1.  | "Restart"            | Maria Hamer-Jensen, Jonas Gülstorff                                                    | Jonas Gülstorff                    | 3:48   |
| 2.  | "Love Is Free"       | Saseline Sørensen, Jonas Gülstorff, Malte Pedersson                                    | Jonas Gülstorff                    | 3:52   |
| 3.  | "Playin' Trixx"      | Maria Hamer-Jensen, Jonas Gülstorff, Jakob Lundby, Christian Vinten, Saseline Sørensen | Jonas Gülstorff                    | 3:39   |
| 4.  | "Best Friend"        | Saseline Sørensen, Jonas Gülstorff                                                     | Jonas Gülstorff, Saseline Sørensen | 3:25   |
| 5.  | "No Turning Back"    | Maria Hamer-Jensen, Saseline Sørensen, Mads Møller, Thor Nørgaard, Jesper Vestergaard  | Vivid & Pitchshifters              | 3:32   |
| 6.  | "One Million Kisses" | Maria Hamer-Jensen, Jonas Gülstorff, Karl Bille, Saseline Sørensen                     | Jonas Gülstorff                    | 3:54   |
| 7.  | "I Hate to Say It"   | Mads Haugaard, Sarah West, Douglas Carr                                                | Mads Haugaard                      | 3:49   |
| 8.  | "Questionize"        | Saseline Sørensen, Henrik Olsen, Rasmus Stabell                                        | Rasmus Stabell                     | 3:39   |
| 9.  | "Perfect Faith"      | Saseline Sørensen, Atle Thorberg, Henrik Olsen                                         | Jonas Gülstorff                    | 4:18   |
| 10. | "Do It Again"        | Maria Hamer-Jensen, Jonas Gülstorff                                                    | Jonas Gülstorff                    | 3:47   |

## Credits

### Produktion
- Alle sange produceret af Jonas Gülstorff. Undtagen "Best Friends": co-produceret af Saseline Sørensen.  "I Hate To Say It" produceret af Mads Haugaard for Massive Music. "Questionize" produceret af Rasmus Stabell. "No Turning Back" produceret af Vivid & Pitchshifters.
- Alle vokaler er optaget i Gabriel Flies Studios. Undtagen "Questionize" og "Perfect Faith": vokaler optaget i Badcat Studios af Stig Kreutzfeldt. "No Turning Back": vokaler optaget i Pitchshifters Studio af Vivid & Pitchshifters.
- Mix af Jakob Nygård i The Compound Studios.
- Stem-masteret af Rune Zetterström. Undtagen "I Hate To Say It".
- Mix og mastering i C4 Studio af Mads Haugaard og Anders Schumann.
- Optaget i København 2008–2009.
- Executive producers: Jonas Gülstorff & Saseline Sørensen

### Musikere
- Alle vokaler af Saseline.
- Track 1, 3: Piano af Christian Vinten
- Track 1, 3, 6: Bas af Dennis Bækgård
- Track 1, 6: Trommer og synthesizer af Jonas Gülstorff
- Track 1, 2, 3, 4, 5, 6: Baggrundsvokaler af Maria Hamer-Jensen
- Track 2, 4, 10: Alle instrumenter af Jonas Gülstorff
- Track 2, 3: Baggrundsvokaler af Szhirley
- Track 3, 4: Guitar af Jakob Lundby
- Track 3, 9: Strygere af Andreas Bennetzen
- Track 5: Alle instrumenter af Thor Nørgaard & Mads Møller.
- Track 6: Fender Rhodes af Christian Vinten
- Track 7: Alle instrumenter af Mads Haugaard
- Track 8: Alle instrumenter af Rasmus Stabell
- Track 9: Guitar af Mads Haugaard